# Poltavski (Batúrinskaia)
Poltavski - Полтавский (rus) - és un khútor del krai de Krasnodar, a Rússia. Es troba a la vora dreta del riu Beissug, a 34 km a l'est de Briukhovétskaia i a 91 km al nord de Krasnodar, la capital. Pertany al municipi de Batúrinskaia.